# Бырдарска, Росица
Росица Бырдарска (болг. Росица Станчева Бърдарска; род. 1951) — болгарская переводчица.
Окончила Ленинградский институт культуры. Живёт и работает в Варне, была журналистом и редактором в различных городских газетах, преподавала в Национальной гимназии гуманитарных наук и искусств имени Константина Преславски, работала драматургом Варненского театра кукол. С 2005 года руководитель Центра творчества и личностного развития «Хомо луденс».
В переводах Бырдарской в Болгарии были опубликованы роман Александра Богданова «Красная звезда» (1984), сборники произведений Юло Туулика и Сергея Снегова, сборник «Власть книги. Рассказы о книгах и книжниках» (составитель Олег Ласунский), повесть братьев Стругацких «Хищные вещи века» (1987), роман Евгения Замятина «Мы» (1990, премия журнала «Факел»), мемуарная книга Александра Коржакова «Борис Ельцин: от рассвета до заката» (1998), сборник «12 рассказов о любви и смерти от знаменитых русских писателей» (2017, от Фёдора Достоевского до Юрия Олеши). В переводах Бырдарской печатались также воспоминания Василия Катаняна, Майи Плисецкой, Андрея Кончаловского, двухтомное издание писем Елены Рерих, сборники китайских и индийских сказок и др. Составитель (вместе с Елкой Няголовой) сборника болгарских переводов поэзии А. С. Пушкина «Мой Пушкин» (болг. Моят Пушкин; 2009).
В 2019 году выпустила собственную книгу «Я родом из страны детства» (болг. Аз съм от страната на детството), обобщившую 25-летний опыт работы с детьми. В 2021 году за ней последовал сборник «Порядок слов» (болг. Словоред), включающий оригинальные стихи и рассказы Бырдарской.